# Pic Chaussy
Il Pic Chaussy (2.351 m s.l.m.) è una montagna delle Prealpi di Vaud e Friburgo nelle Prealpi Svizzere. Si trova nello svizzero Canton Vaud.

## Descrizione
Si può salire sulla vetta partendo dal Col des Mosses.